# Kaple svaté Anny (Pelhřimov)
Římskokatolická kaple svaté Anny na nevysokém návrší nad Pelhřimovem pochází z konce 17. století. 
Od roku 1948 nesměla být kaple opravována, proto chátrala. Nyní se jedná o ruinu bez střechy.
Budova je ve vlastnictví pelhřimovské farnosti, v březnu 2021 bylo dojednáno její předání do majetku města s cílem pamatku zachránit. 
V roce 2011 byla prohlášena kulturní památkou.

## Historie
Kaple byla postavena mezi lety 1699–1700 na navrší nedaleko Pelhřimova dvěma pelhřimovskými měšťany. Její původní zasvěcení bylo Proměnění Páně na hoře Tábor, svaté Anně byla kaple zasvěcena až v roce 1730.

### Komunisté
Po roce 1948 nemohla být kaple opravována, přístupová cesta byla rozorána. Kaple začala chátrat.

### Po roce 1989
V roce 1991 nechal Městský úřad v Pelhřimově odstranit zbytky věžičky a střechy a kaple zarostla dřevinami.

## Pokus o záchranu kaple
V roce 2007 vzniklo sdružení Zelené srdce, jehož jednou z činností je i snaha o záchranu kaple. V tomto roce tedy počíná snaha o záchranu kaple, prvně byly v roce 2007 odstraněny náletové dřeviny a byly provedeny základní opravy.